# 5299 Біттесіні
5299 Біттесіні (5299 Bittesini) — астероїд головного поясу, відкритий 8 червня 1969 року.
Тіссеранів параметр щодо Юпітера — 3,210.